# Mittereggspitze
Die Mittereggspitze (veraltet Mittereck) ist ein 3044 m ü. A. hoher Berggipfel des Frosnitzkamms bzw. der Virger Nordkette in der Venedigergruppe in Osttirol (Österreich). Er liegt an der Grenze zwischen den Gemeinden Matrei in Osttirol und Virgen. Benachbarte Gipfel sind der Zinzinachspitz im Süden, der Galtenkogel im Nordwesten sowie die Nördliche und die Südliche Göriacher Röte im Osten. Die Mittereggspitze ist der höchste Gipfel des Frosnitzkamms.

## Lage
Die Mittereggspitze liegt im Westen des Frosnitzkamms inmitten der Virger Nordkette im Bereich der Kernzone des Nationalparks Hohe Tauern. Im Norden befindet sich das Malfrosnitztal, im Süden das Virgental. Die Mittereggspitze bildet eine breite Nordwand zum Galtenboden aus, der Westgrat reicht bis zum Galtenkogel (2986 m ü. A.). Der Nordostgrat verläuft zur Nördlichen Göriacher Röte (3011 m ü. A.), wobei beide Gipfel durch die Frischnitzscharte (2763 m ü. A.) getrennt sind. Das Tiefe Schärtle (2799 m ü. A.) trennt wiederum die Mittereggspitze am Südgrat von der Zinizachspitze (2755 m ü. A.). Zwischen Südgrat und Nordostgrat liegt die Ostwand der Mittereggspitze hin zum Frischnitzkar, zudem besteht zwischen Südgrat und Westgrat die Südwestwand zum Ödkar.

## Aufstiegsmöglichkeiten
Der Normalweg auf die Mittereggspitze führt von der Bonn-Matreier Hütte zunächst auf markiertem Weg nach Osten in die Kälberscharte, danach erfolgt der Einstieg über den Ledraunboden hinab zum Ödkar und danach zum Wandfuß der Südwestwand. An Schrofen hinauf wird in der Folge die Südwestwand bis zum Südgrat erklettert, der über einen Vorgipfel zum Gipfel leitet. Kurz vor Erreichen des Gipfels werden die letzten Gratzacken östlich umgangen (II+).